# بیت‌الهی
بیت‌الهی، روستایی از توابع شهرستان سروستان در استان فارس ایران است.

## جمعیت
این روستا در بخش کوهنجان قرار دارد و براساس سرشماری مرکز آمار ایران در سال ۱۳۸۵، جمعیت آن ۲۱ نفر (۵خانوار) بوده‌است.